# رزکه
رزکه ، روستای رزکه از توابع استان مازندران، شهرستان آمل، شهر امامزاده عبدالله و مرکز دهستان چلاو می‌باشد، که از شمال به روستای محمدآباد، از جنوب به منطقه کرسنگ و پارک جنگلی آمل، از شرق به رودخانه هراز و جنگل و از غرب هم به جنگل منتهی می‌شود.
این روستا در فاصلهٔ ۱۲ کیلومتری شهر آمل و ۱۴۵ کیلومتری شهر تهران و در فاصلهٔ ۸۵ کیلومتری شهر ساری مرکز استان مازندران قرار دارد.
روستای رزکه در ارتفاع ۳۰۰ متری از سطح دریا قرار دارد.

## جمعیت
این روستا در دهستان بالاخیابان لیتکوه قرار داشته و براساس سرشماری مرکز آمار ایران که در سال ۱۳۸۵ صورت گرفته، جمعیت آن ۱۵۱۱ نفر (۳۷۵ خانوار) بوده‌است.
از جاذبه‌های این روستا می‌توان به امامزاده هجده تن اشاره کرد.

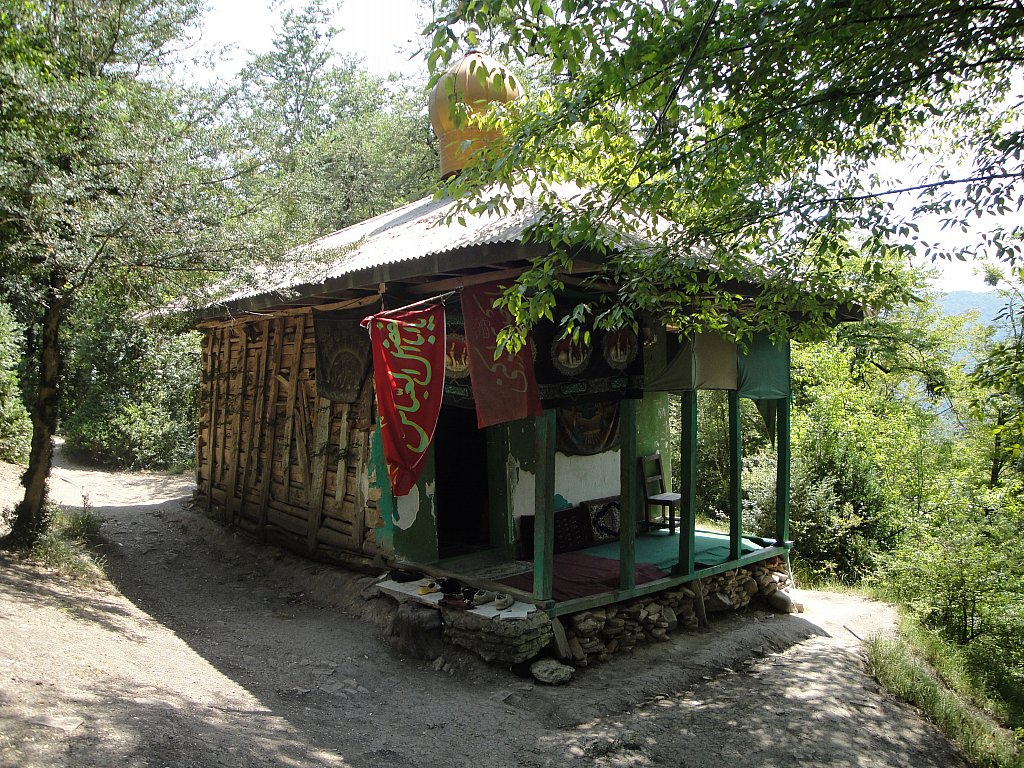
امامزاده هجده‌تن واقع در ارتفاعات روستای رزکه